# Joumabek Ibraïmov
Joumabek Ibraïmovitch Ibraïmov (en cyrillique : Жумабек Ибраимович Ибраимов) (district de Kemin (Kirghizistan) 1er janvier 1944 - Bichkek, 4 avril 1999) est un homme d'État kirghiz, Premier ministre entre le 25 décembre 1998 et son décès le 4 avril 1999.
Ibraïmov est maire de la capitale Bichkek entre 1993 et 1995. Il est nommé par le président Askar Akaïev au poste de premier ministre le 25 décembre 1999. Ibraïmov reste en fonction jusqu'à sa mort due à un cancer de l'estomac le 4 avril 1999.